# 401
Năm 401 là một năm trong lịch Julius.